# Cian Healy
Cian Eoin James Healy (Dublín, 7 de octubre de 1987) es un jugador irlandés de rugby que se desempeña como pilar.
En noviembre de 2024, al conseguir su 134º cap, Healy superó el récord de Brian O'Driscoll de más internacionalidades con Irlanda. Healy también es el jugador con más internacionalidades de Leinster. Se retiró del rugby internacional tras el Seis Naciones de 2025.

## Carrera
Healy hizo su debut en Leinster a la edad de 19 años durante la temporada 2006-07 contra Border Reivers, cuando salió del banco.  Pasó a ser la primera opción en su posición para Leinster en la temporada 2008-09. Healy fue una parte clave del equipo del Leinster que ganó la Copa Heineken 2008–09 en una victoria por 19-16 contra Leicester Tigers.
También jugó un papel clave en el equipo ganador de la final de la Copa Heineken 2011–12, que venció a Northampton Saints por 33-22.   A esto le siguió otra victoria en la Copa Heineken la temporada siguiente, 2011-12, contra sus rivales provinciales, Ulster, por 42-14. 
Healy continuó siendo un jugador clave para Leinster en las siguientes temporadas, pero tuvo problemas con una serie de lesiones y estuvo a punto de retirarse en el verano de 2015 después de una lesión en el cuello.  Sin embargo, logró volver a jugar para Leinster, y después de perder 10 kilos, recuperó su posición como primera opción en la temporada 2017-2018, donde jugó un papel clave en que Leinster ganara su cuarta Copa de Europa contra Racing 92, además de ganar el Pro14 por primera vez contra los Scarlets . Healy es miembro de un grupo de élite de jugadores que han ganado la Copa de Europa cuatro veces, junto a sus compañeros de equipo Devin Toner, Johnny Sexton e Isa Nacewa . 
El 4 de mayo de 2024, Healy salió del banquillo en una victoria por 20-17 en semifinales sobre Northampton Saints para su 111.ª aparición europea, un récord histórico.  El 28 de septiembre de 2024, jugó un récord de 281 partidos para Leinster contra los Dragones en el United Rugby Championship 2024-25 .  
En febrero de 2025, anunció que se retiraría del rugby profesional una vez concluida la temporada 2024-25 . 

## Selección nacional

### Irlanda A
Healy fue convocado para el equipo de Irlanda A que fue derrotado por England Saxons el 1 de febrero de 2008.   El 21 de junio de 2009, formó parte del equipo 'A' de Irlanda que ganó la Copa Churchill de 2009 contra los Saxones de Inglaterra por 49-22 en la final en Colorado. 

### Irlanda
Fue convocado a la selección de Irlanda para el Seis Naciones de 2008, pero no jugó.  
En noviembre de 2009, hizo su debut internacional en la prueba contra Australia en Croke Park, y luego fue elogiado por el entrenador Declan Kidney por su desempeño.   Healy también jugó contra Sudáfrica . Hizo su debut en el Seis Naciones contra Italia en Croke Park en 2010. Healy también fue titular en los partidos de Irlanda contra Francia, Inglaterra y Gales.
Healy fue nombrado Jugador del Partido en un reñido encuentro el 17 de septiembre de 2011, cuando Irlanda derrotó a Australia por 15-6 en la Copa Mundial de Rugby de 2011 en Eden Park. 
Healy fue citado a comparecer ante una audiencia disciplinaria en Londres el 13 de febrero de 2013, donde recibió una suspensión de tres semanas por pisotear el tobillo del jugador oponente Dan Cole durante el encuentro de segunda ronda de Irlanda contra Inglaterra en el Campeonato de las Seis Naciones . 
Healy fue un miembro clave del equipo de Irlanda que ganó el Grand Slam durante el Campeonato de las Seis Naciones de 2018, siendo titular en cuatro de los cinco partidos, incluido el decisivo contra Inglaterra en Twickenham.  Healy anotó un try contra Francia en el último partido del Torneo de las Seis Naciones de 2020 y alcanzó los 100 partidos internacionales con Irlanda. 
El 26 de agosto de 2023, Healy sufrió una lesión en la pierna en el último partido de preparación para la Copa del Mundo de Irlanda contra Samoa y fue excluido del equipo de Irlanda para la Copa Mundial de Rugby de 2023 con un período de recuperación de hasta diez semanas. 
En noviembre de 2024, Healy fue nombrado suplente para el partido de la Serie de Naciones de Otoño de 2024 de Irlanda contra Argentina . Este sería su 133º partido internacional, igualando el récord nacional establecido por su excompañero de equipo en Leinster, Brian O'Driscoll .  El 30 de noviembre de 2024, Healy se convirtió en el jugador con más partidos internacionales para Irlanda, con 134 partidos internacionales en una victoria contra Australia .  Su aparición récord coincidió con el partido por el 150 aniversario de la IRFU . 
En febrero de 2025, se convirtió en el jugador con más apariciones de todos los tiempos en el Seis Naciones para su país durante el torneo de 2025, superando a Brian O'Driscoll.  Más tarde ese mes, anunció junto con Conor Murray y Peter O'Mahony que se retiraría del servicio internacional una vez concluido el torneo. 

### Participaciones en Copas del Mundo
Participó de Nueva Zelanda 2011 e Inglaterra 2015 donde los irlandeses en ambos torneos fueron eliminados en cuartos de final.
| Mundial                       | Sede          | Resultado        | PJ | Tries |
| ----------------------------- | ------------- | ---------------- | -- | ----- |
| Copa Mundial de Rugby de 2011 | Nueva Zelanda | Cuartos de final | 4  | 0     |
| Copa Mundial de Rugby de 2015 | Inglaterra    | Cuartos de final | 5  | 0     |

## Palmarés y distinciones notables
- Campeón del Torneo de las Seis Naciones de 2014, 2015, 2018, 2023 y 2024.
- Campeón de la Copas de Campeones de 2008–09, 2010–11, 2011–12 y 2017–18.
- Campeón de la Copa Desafío de 2012–13.
- Campeón del United Rugby Championship de 2007–08, 2012–13, 2013–14, 2017–18, 2018–19, 2019–20 y 2020-21.